# АПК (футбольний клуб)
АПК (рос. Футбольный клуб «АПК» Морозовск) —російський футбольний клуб з міста Морозовськ.

## Хронологія назв
- 1969—1989: «Промінь» (Азов)
- 1990—1993: АПК (Азов)
- 1994—1998: АПК (Морозовськ)

## Історія
Футбольний клуб «Промінь» було засновано в 1969 році в місті Азов. У 1988 році команда дебютувала в групі 3 Другої ліги чемпіонату СРСР, в якій виступала до 1989 року. У 1990 році клуб змінив назву на АПК (Азов) й виступала в Другій нижчій лізі СРСР. У 1991 році колектив повернувся до Другої ліги центральної зони.
У чемпіонатах Росії клуб стартував у Першій лізі, група «Захід», в якій виступав протягом двох сезонів. У 1994 році клуб переїхав до Морозовська й під назвою АПК (Морозовськ) виступав в аматорському чемпіонаті Росії. У 1995—1996 роках виступав у Третій лізі, група 2. Після цього знову виступав в аматорському чемпіонаті Росії.

## Досягнення
- Друга ліга СРСР, зона «Центр»
  - 16-е місце (1): 1991

- Перша ліга Росії, група «Захід»
  - 14-е місце (1): 1992

- Кубок Росії
  - 1/32 фіналу (1): 1994

## Статистика виступів
| Сезон            | Ліга                            | Місце | Кубок | Примітки                   |
| ---------------- | ------------------------------- | ----- | ----- | -------------------------- |
| Чемпіонат СРСР   |                                 |       |       |                            |
| 1969             | Першість Ростовської області    | 1     | —     |                            |
|                  |                                 |       |       |                            |
| 1972             | Першість Ростовської області    | 3     | —     |                            |
| 1973             | Першість Ростовської області    | 2     | —     |                            |
|                  |                                 |       |       |                            |
| 1975             | Першість Ростовської області    | 3     | —     |                            |
| 1976             | Першість Ростовської області    | 2     | —     |                            |
| 1977             | Першість Ростовської області    | 2     | —     |                            |
|                  |                                 |       |       |                            |
| 1981             | Першість Ростовської області    | 1     | —     |                            |
|                  |                                 |       |       |                            |
| 1983             | Першість Ростовської області    | 1     | —     |                            |
| 1984             | Першість Ростовської області    | 1     | —     |                            |
| 1985             | Першість Ростовської областіи   | 1     | —     |                            |
| 1986             | Першість Ростовської області    | 1     | —     |                            |
|                  |                                 |       |       |                            |
| 1988             | Друга ліга СРСР, 3-а зона       | 18    | —     |                            |
| 1989             | Друга ліга СРСР, 3-а зона       | 22    | —     |                            |
| 1990             | Друга нижча ліга СРСР, 4-а зона | 2     | —     |                            |
| 1991             | Друга ліга СРСР, зона «Центр»   | 16    | —     |                            |
| Чемпіонати Росії |                                 |       |       |                            |
| 1992             | Перша ліга, зона «Захід»        | 14    | —     |                            |
| 1993             | Перша ліга, зона «Захід»        | 22    | 1/64  | Виліт у Першість серед КФК |
| 1994             | КФК Росії, зона «Поволжя»       | 1     | 1/32  | Вихід у Третю лігу         |
| 1995             | Третю ліга Росії, 2-а зона      | 12    | —     |                            |
| 1996             | Третя ліга Росії, 2-а зона      | 15    | —     |                            |
| 1997             | КФК Росії, зона «ПФО»           | 4     | 1/256 | Вибування в Першість РО    |
| 1998             | Першість Ростовської області    | 8     | —     |                            |

## Відомі гравці
- Олександр Балахін
- / Володимир Бенедський
- Ігор Братчиков
- / Раміль Валєєв
- Володимир Гаврилов
- Роман Гапотій
- Юрій Гарін
- Олексій Герасименко
- Олександр Зеленський
- Олександр Іванов
- Сергій Іванов
- Юрій Ковтун
- Віктор Концевенко
- / Володимир Лінке
- Вадим Логунов
- Руслан Лящук
- Валерій Матюнін
- Марат Манибаєв
- Сергій Окунєв
- Віталій Пападопуло
- Геннадій Паровін
- Микола Романчук
- Володимир Сафроненко
- Сергій Селін
- / Євген Сідоров
- Євген Сонін
- Олег Сумцов
- Іван Теплов
- Тагір Фасахов
- Володимир Філатов
- Сергій Чуйченко
- Олександр Чумаков
- Юрій Чуркін
- Юрій Шаталов
- Володимир Щербак
- Віктор Щиров